# 이암 (암석)

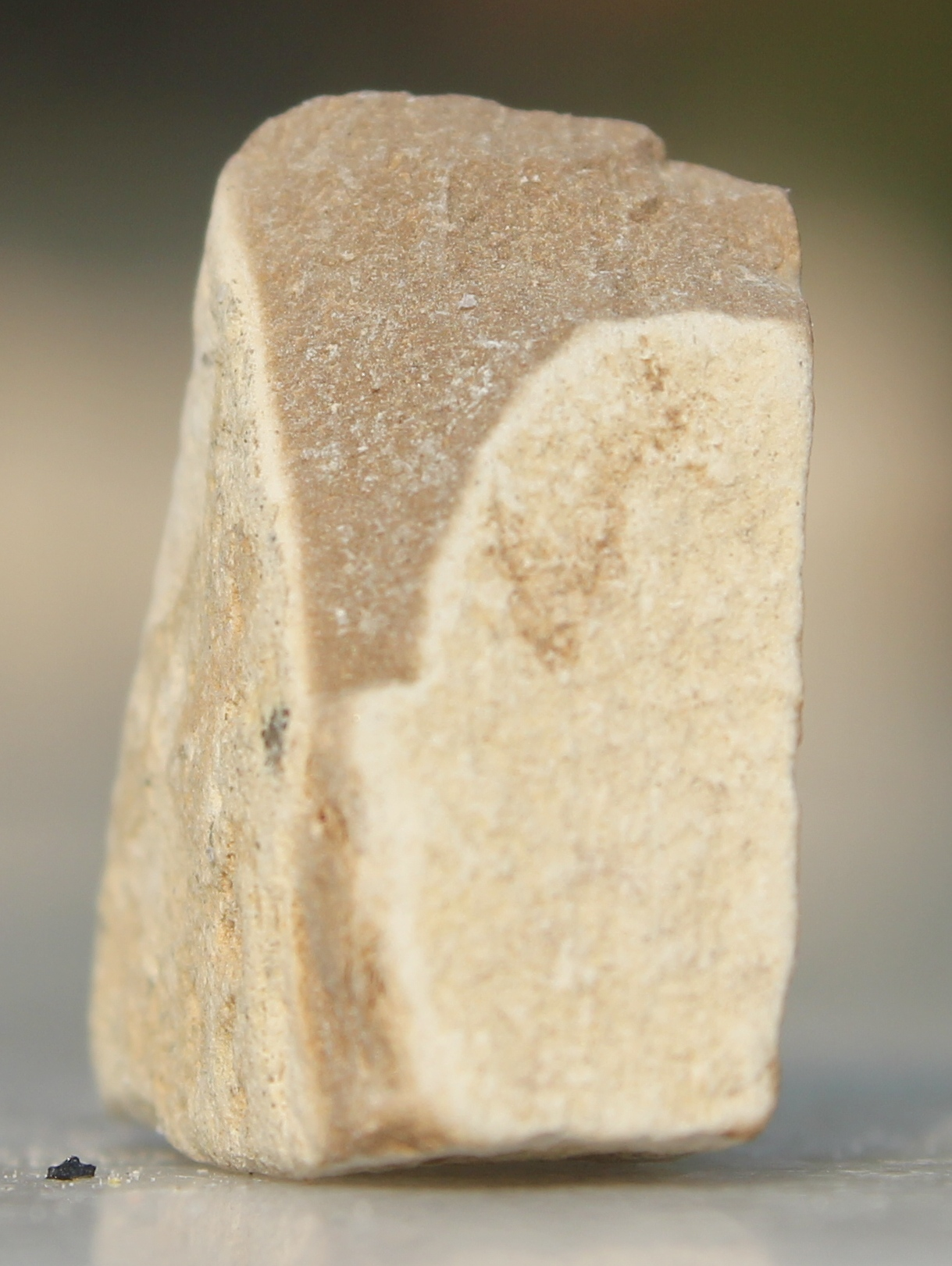

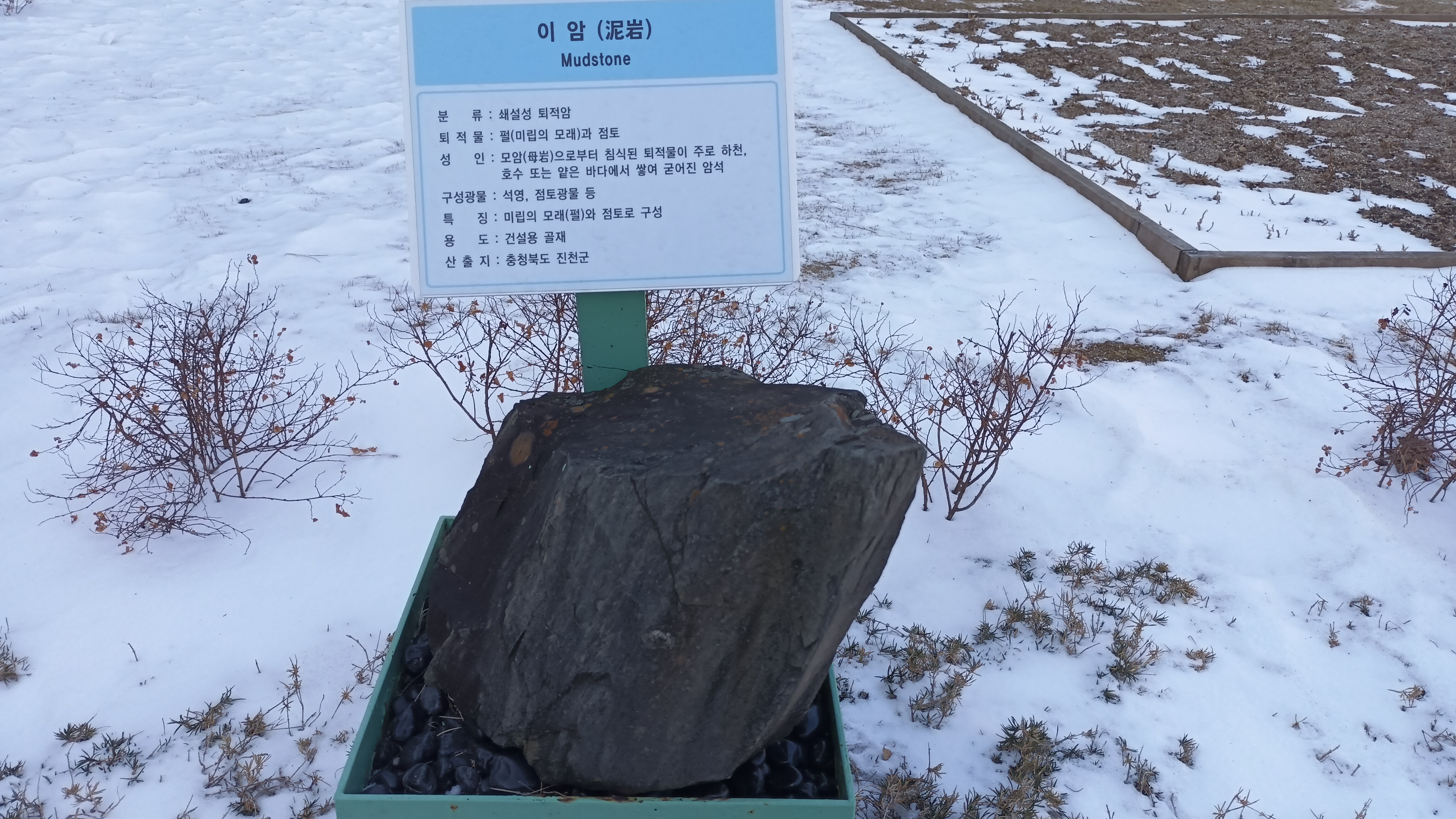
태백석탄박물관에 전시된 이암

이암(泥岩, mudstone)은 주로 점토로 이루어진 세립질의 퇴적암이다. 점토암, 실트암, 혈암, 아질라이트의 총칭. 진흙이 쌓여 딱딱하게 굳었으나, 셰일(이판암)처럼 층을 이루지 않은 퇴적암이다. 색깔은 붉은색, 은색, 녹색 등 여러가지인데, 이는 광물 조성과 만들어질 때의 지구화학적 특성으로 결정된다.

## 개요
일반적으로는 점토, 실트를 주성분으로 하는 불규칙한 혼합물로, 물을 함유하여 연약한 것을 진흙이라 하는데, 이것이 굳어져 생긴 암석을 가리킨다.
구성물질에 따라 여러 가지 이름이 있는데, 실트가 점토보다 많은 경우는 실트암, 점토가 실트보다 많은 경우는 점토암이라 한다. 또한 엽암(혈암)이나 한층 경화된 규질 점토암과 같이 층리면에 평행으로 엷게 벗겨지기 쉬운 성질이 없고, 균질하고 괴상(塊狀)의 세립쇄설암에 대해서도 사용되는 경우가 있다. 이 경우는 엽층(葉層:lamina)이 없고, 엷게 벗겨지지 않는 성질을 중시하며, 별로 단단하지 않은 암석인 경우가 많다. 색이나 성분의 특징에 따라 흑색이라든지 규질(珪質) 등을 붙여 더욱 세분화하기도 한다. 이암과 석회암의 중간적인 성질을 가진 것을 이회암(泥灰岩)이라 한다. 
| 암석 | 미국표준체 mesh | mm                              | 분류                          |
| ---- | --------------- | ------------------------------- | ----------------------------- |
| 역암 | -               | 4096 1024 256                   | 거력 (巨礫, Boulder)          |
| 역암 | -               | 64                              | 왕자갈 (Cobble)               |
| 역암 | 5               | 16 4                            | 자갈 (Pebble)                 |
| 역암 | 6 7 8 10        | 3.36 2.83 2.38 2.00             | 알갱이 (Granule)              |
| 사암 | 12 14 16 18     | 1.68 1.41 1.19 1.00             | 극조립사암 (Very Coarse Sand) |
| 사암 | 20 25 30 35     | 0.84 0.71 0.59 0.50 (1/2)       | 조립사암 (Very)               |
| 사암 | 40 45 50 60     | 0.42 0.35 0.30 0.25 (1/4)       | 중립사암 (Medium)             |
| 사암 | 70 80 100 120   | 0.210 0.177 0.149 0.125 (1/8)   | 세립사암 (Fine Sand)          |
| 사암 | 140 170 200 230 | 0.105 0.088 0.074 0.0625 (1/16) | 극세립사암 (Very Fine Sand)   |
| 머드 | 270 325         | 0.053 0.044 0.037 0.031 (1/32)  | 조립실트 (Coarse Silt)        |
| 머드 | -               | 0.0156 (1/64)                   | 중립실트 (Medium Silt)        |
| 머드 | -               | 0.0078 (1/128)                  | 세립실트 (Fine Silt)          |
| 머드 | -               | 0.0039 (1/256)                  | 극세립실트 (Very Fine Silt)   |
| 머드 | -               | 0.0020 이하                     | 점토 (Clay)                   |

## 참고 자료
- 이 문서에는 다음커뮤니케이션(현 카카오)에서 GFDL 또는 CC-SA 라이선스로 배포한 글로벌 세계대백과사전의 내용을 기초로 작성된 글이 포함되어 있습니다.